# 앤서니 랩
앤서니 딘 랩(영어: Anthony Rapp, 1971년 10월 26일 ~ )은 미국의 배우이자 가수이다.

## 출연 작품
- 스타 트렉 : 디스커버리 (2017)
- 두 유 테이크 디스 맨 (2016)
- 오프닝 나이트 (2016)
- 21 이어스: 리차드 링클레이터 (2014)
- 특수기동대: 악의 말살 (2012)
- 러브 앤 어더 임파서블 퍼슈츠 (2009)
- 렛 뎀 치프 어와일 (2007)
- 대니 로앤: 퍼스트 타임 디렉터 (2006)
- 키드냅트 (2006)
- 윈터 패싱 (2005)
- 렌트 (2005)
- 뷰티풀 마인드 (2001)
- 로드 트립 (2000)
- 트위스터 (1996)
- 멍하고 혼돈스러운 (1993)
- 5번가의 폴 포이티어 (1993)
- 스쿨 타이 (1992)
- 유혹 (1989)
- 야행 (1987)